# Unió de tubs de plom

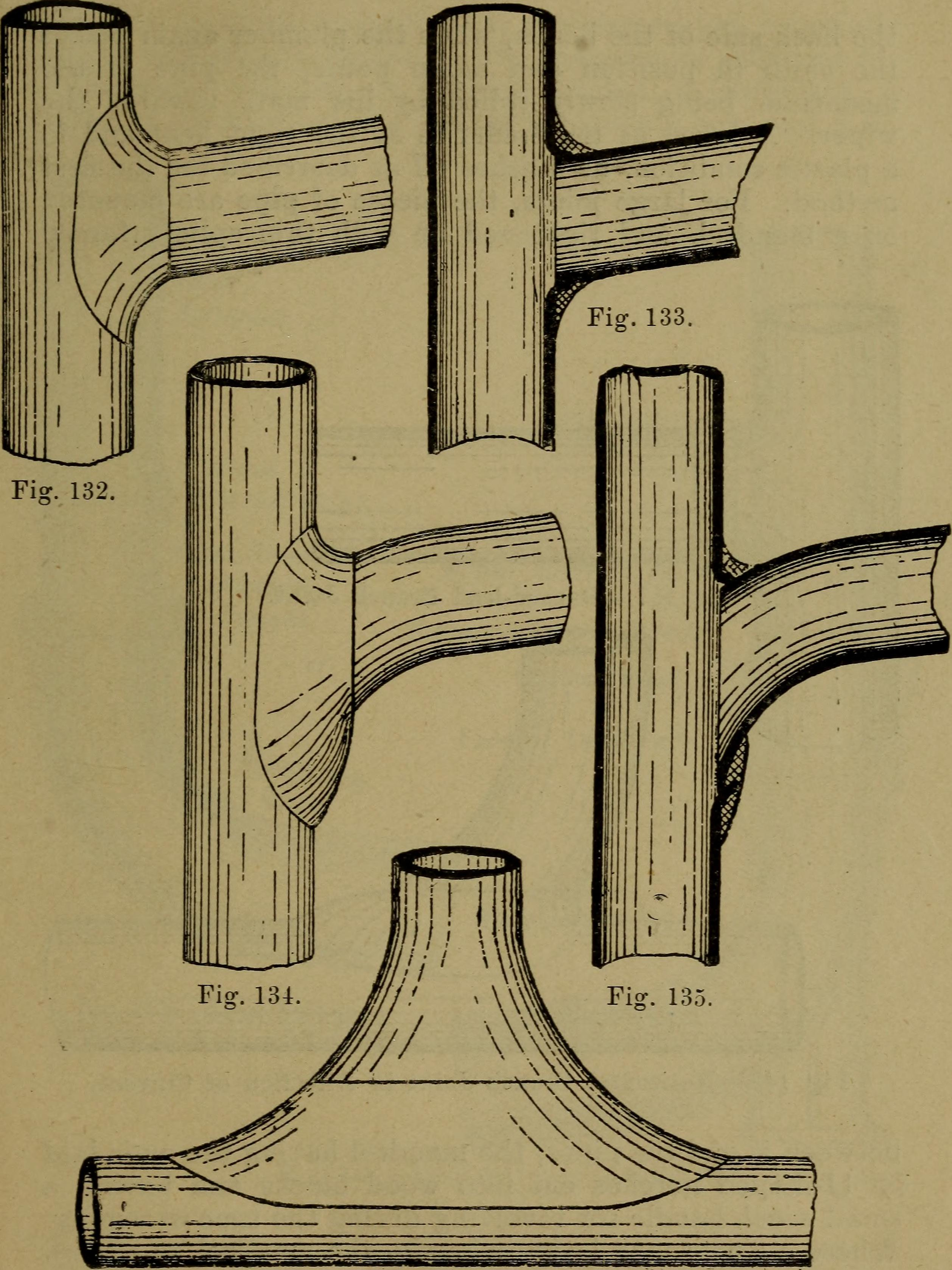
Unions típiques per connectar canonades de plom

La unió de tubs de plom o unió de lampista és un tipus de soldadura tova utilitzat per unir canonades de plom, generalment pels lampistes.

## Procés
La característica definitòria d'una unió de lampista és que el procés de soldadura implica treballar mecànicament o “netejar” la unió. A part d'escalfar la soldadura i aplicar-la a la unió, se li dóna forma manualment, fregant-la amb una estri no metàl·lic per formar una forma exterior amb una superfície llisa. Es basa en l'ús d'una soldadura de plom i estany amb un ampli rang eutèctic. Es tracta d'un aliatge amb una composició que, quan s'escalfa i es fon, presenta un ampli rang on no és ni completament sòlida ni completament líquida, sinó que és una barreja en equilibri de sòlid i líquid simultàniament. La textura "pastosa" resultant i la fluïdesa mecànica permeten que la junta es pugui modelar per donar-li forma.
El grau de soldadura utilitzat per soldar tubs de plom és la soldadura de lampista (80 % plom / 20 % estany). Tot i que es considera que aquesta és una soldadura d'alt punt de fusió entre les soldadures de plom i estany, el solidus és relativament constant per a totes aquestes soldadures i és el liquidus el que puja des del punt eutèctic a Sn 63% / Pb 37%. .

### Tècnica

Esbocador de tubs

Per a les canonades, primer es dóna forma a les dues parts perquè encaixin perfectament. Com que el plom és un metall dúctil, això es feia fàcilment a mà utilitzant una varietat de malls i malls modelats. També es podien utilitzar cons de fusta per estirar el diàmetre d'un tub de manera que un altre de mida nominalment igual pogués cabre-hi. Després es netejava el metall raspant la superfície i protegint-lo després amb un fundent de sèu.
Les àrees que no havien de rebre fundent es pintaven amb pasta de lampistao, que era una barreja de negre de fum i cola; o farina, sal, sucre i aigua. El plom no s'adheriria i la pasta de lampista es rentava més tard. S'aplicava calor amb una torxa de querosè i quan la unió era calenta, s'aplicava l'extrem d'una barra de soldadura i es deixava fondre sobre la unió.
Un cop fosa, la soldadura adquireix un comportament “pastós” a causa de les seves propietats eutèctiques i es pot treballar durant un cert temps abans d'endurir-se. El modelatge es feia amb un tros de « molesquí », un coixinet de tela de cotó resistent a la calor coberta amb sèu o bé amb un pal de fusta, també greixat amb sèu.

## Aplicacions

### Lampisteria

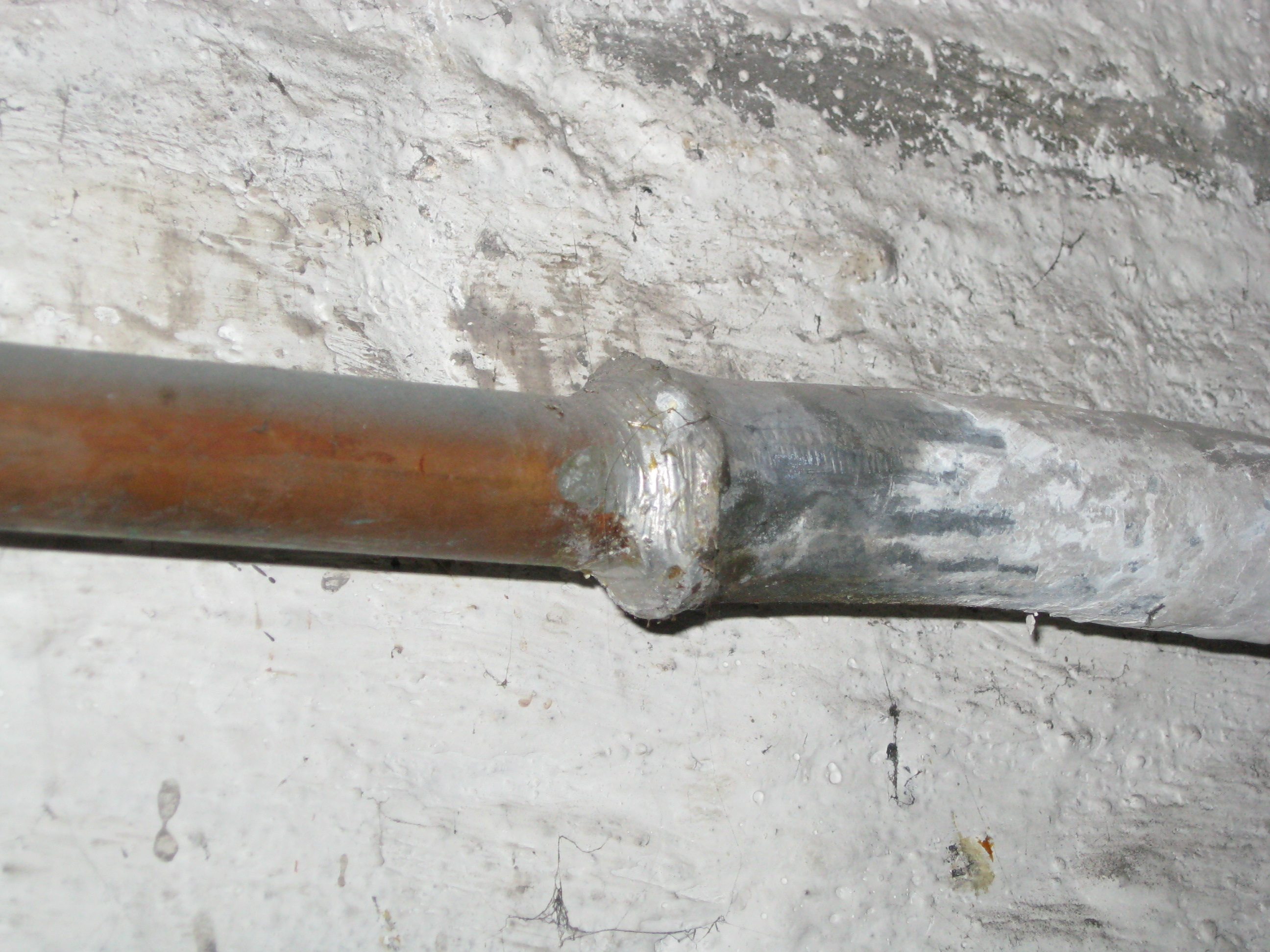
Unió de tubs (coure-plom)

La unió de lampista es va utilitzar durant segles per instal·lar canonades d'aigua o també de gas, podent-se veure unions similars a les canonades romanes. Com que la tècnica d'unió de lampista permetia una gran flexibilitat "in situ" per a l'estil i les dimensions del treball realitzat, això significava que els lampistas necessitaven poques peces a més de les canonades, tires de plom i soldadura. Les unions grans i complexes es podien fer únicament amb l'habilitat de l'artesà. Amb el desenvolupament de la lampisteria de coure, es van necessitar molts tipus i mides diferents d'accessoris de lampisteria prefabricats en tallers especialitzats, que s'acoblen en el lloc d'ús.
En els darrers anys de la implantació de canonades de plom, es va reconèixer que els efectes de les canonades de plom sobre la salut eren un problema per a l'aigua potable, especialment en zones amb aigua tova. Es van utilitzar tubs de plom revestits d'estany, soldats sobre una junta fina de llautó. Aquests necessitaven cura especial en netejar la unió, per no sobreescalfar-los i fondre la capa d'estany.
Les unions de tubs de coure amb plom es poden fer fregant el plom sobre la canonada de coure, com si fos una unió de plom amb plom. Tot i això, la barra de soldadura Pb80 Sn20 utilitzada humiteja poc el coure, per la qual cosa s'ha d'estanyar primer, utilitzant una soldadura més rica en estany i un fundent actiu. 

### Cables subterranis
També es van utilitzar cables revestits de plom per a cables telefònics, ja que la coberta exterior de plom durava una vegada enterrada a terra humit. La unió dels cables esmentats també podia requerir unions netes. Una unió típica d'aquest tipus implicaria una unió o unió en T entre cables, amb els parells de coure a l'interior units mitjançant soldadura fina i aïllament, i després tota la unió envoltada d'una làmina de plom i soldada. Aquest tipus d'unions van continuar fins a la dècada de 1960 quan es van començar a utilitzar cables revestits de polietilè.
La unió neta de lampista se seguirà utilitzant mentre hi hagi canonades de plom en servei. Encara que avui dia les canonades de plom són poc freqüents, per raons de salut, La unió neta continua sent la manera habitual de connectar-les. Tot i que el més comú és fer una unió escurçant el cable vell i instal·lant una nova canonada de coure o plàstic més enllà de la unió. Avui dia, aquestes unions solen realitzar-se amb una unió mecànica patentada, segellant-se el plom tou mitjançant un anell de compressió mecànica.

### Carrosseria d'automòbils
Una tècnica antiga per reomplir i anivellar les carrosseries dels automòbils, abans de l'era del plàstic, era l'ús de soldadura tova per a carrosseries. Es tractava d'una tècnica a base de plom-estany per reomplir els buits i punts baixos a la de planxa d'acer de la carrosseria, aplicant una tècnica similar a la soldadura tova i una paleta de fusta. La soldadura utilitzat tenia un contingut d'estany encara més baix, al voltant del 10%.